# Assassinat de Gabriel Narutowicz
L'assassinat de Gabriel Narutowicz, premier président de la République de Pologne, a lieu le 16 décembre 1922 dans la Galerie nationale d’art Zachęta, située dans l'arrondissement de Śródmieście, à Varsovie, en Pologne ; Gabriel Narutowicz est tué par balle par Eligiusz Niewiadomski alors qu'il y visite une exposition.

## Contexte
La Pologne a retrouvé son indépendance en 1918 au lendemain de la Première Guerre mondiale. Peu de temps après, Gabriel Narutowicz, professeur d’ingénierie, est devenu l'un des leaders de la gauche à la diète de Pologne. À la suite de la Constitution polonaise de mars 1921 et des élections législatives de novembre 1922, Gabriel Narutowicz est élu président de la République de Pologne lors de l'élection présidentielle du 9 décembre 1922 (en). Son élection n'a pas été acceptée par la faction nationaliste d'extrême droite Démocratie nationale qui a organisé un certain nombre de manifestations. Le meurtre de Gabriel Narutowicz serait alors le point culminant d'une campagne de propagande agressive, de droite et antisémite, le diffamant. Dans le contexte des manifestations de rue, la presse hostile le décrivait comme athée, franc-maçon et juif.

## Assassinat
Cinq jours après sa prise de fonction, alors qu'il assistait à une exposition d'art à la Galerie nationale d’art Zachęta de Varsovie, Gabriel Narutowicz est assassiné par le peintre et critique d'art Eligiusz Niewiadomski qui tire sur lui trois coups de feu, alors qu'il était en conversation avec un envoyé britannique.

## Conséquences

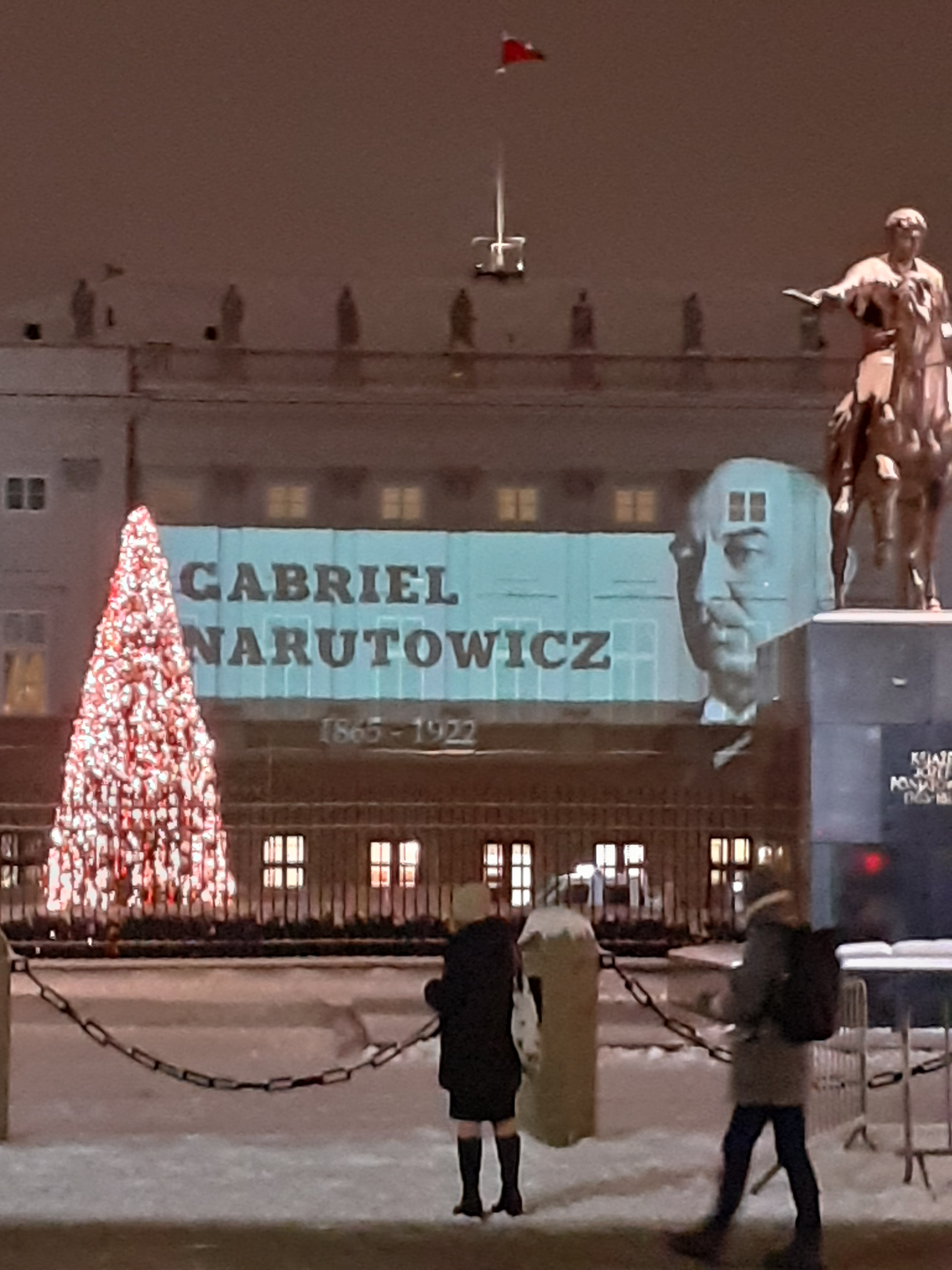
L'image de Gabriel Narutowicz affichée à l'occasion du 100e anniversaire de son meurtre au palais présidentiel.

Eligiusz Niewiadomski avait des liens avec le parti national-démocrate de droite. Lors de son procès, il a déclaré qu'il voulait tuer Józef Piłsudski à l'origine, mais assassiner son allié Gabriel Narutowicz était « une étape dans la lutte pour la polonité et pour la nation ». Eligiusz Niewiadomski a été condamné à mort, son exécution a eu lieu à l’extérieur de la citadelle de Varsovie le 31 janvier 1923. Une partie de la droite percevait Eligiusz Niewiadomski comme un héros. La presse nationaliste et certains historiens ont continué à dépeindre Eligiusz Niewiadomski sous un aspect positif, décrivant sa « position héroïque », ses « convictions sacrées », son « devoir patriotique », etc. En quelques mois, sa tombe est devenue un sanctuaire pour la droite et plus de trois cents bébés baptisés à Varsovie ont reçu le nom inhabituel d'Eligiusz.
Le meurtre du premier président de la deuxième République polonaise, et toute la violence déchaînée contre lui, ont révélé l'instabilité des mécanismes démocratiques en Pologne à cette époque.
Ce meurtre a servi d'inspiration et de thème principal à un certain nombre d'œuvres dont le long métrage polonais de 1977 La Mort du Président réalisé par Jerzy Kawalerowicz.